# طيب مزياني
طيب مزياني (مواليد 27 يناير 1996) هو لاعب كرة قدم جزائري يلعب كمهاجم في النادي الإفريقي.

## روابط خارجية
- طيب مزياني على موقع قاعدة بيانات كرة القدم.إي يو (الإنجليزية)
- طيب مزياني على موقع ليكيب (الفرنسية)
- طيب مزياني على موقع ناشيونال فوتبول تيمز (الإنجليزية)
- طيب مزياني على موقع Soccerway.com (الإنجليزية)